# Károly Klimó

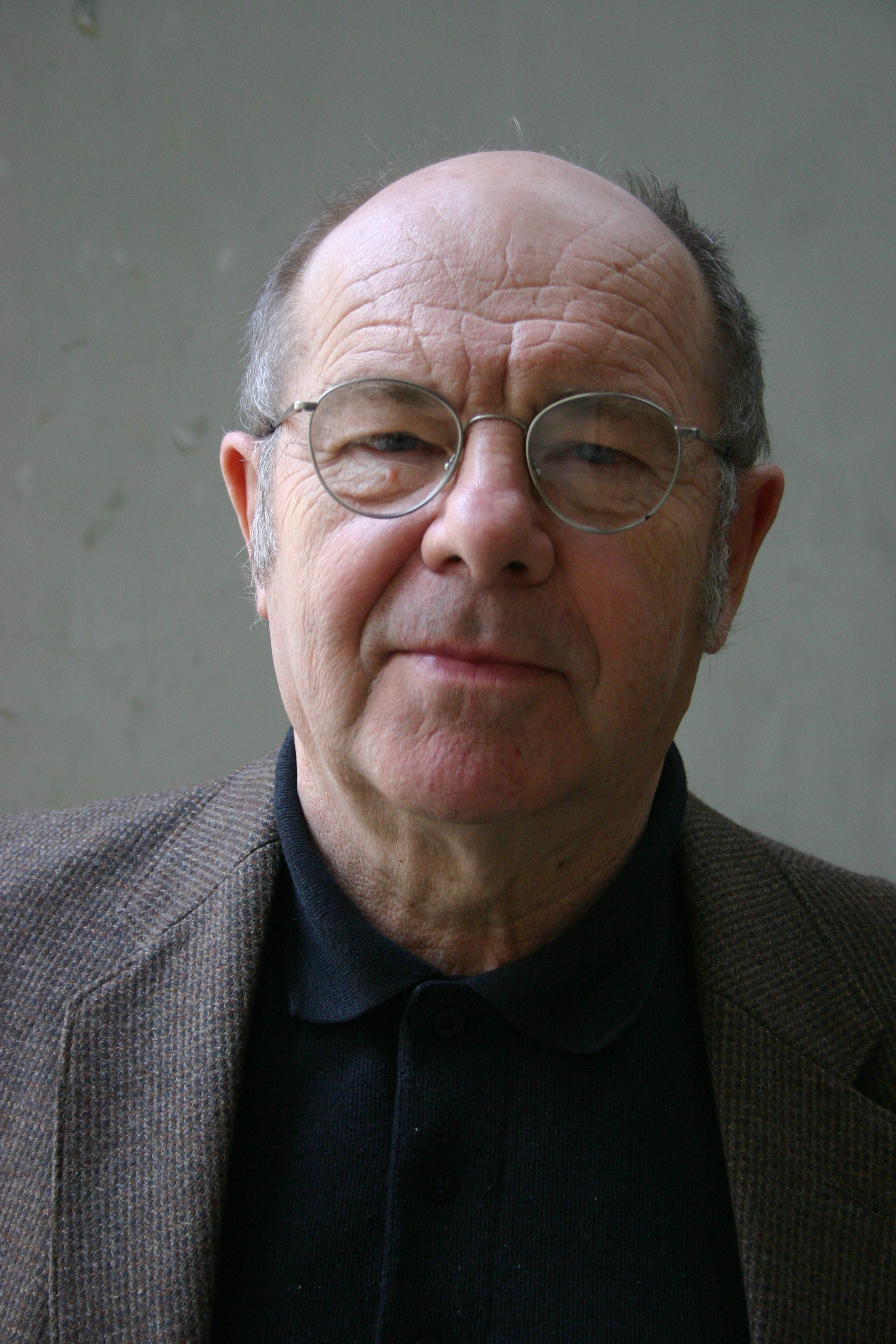
Foto des Künstlers

Károly Klimó [ˈkaːroj ˈklimoː] (* 17. Mai 1936 in Békéscsaba) ist ein ungarischer Maler und Graphiker. Er ist Vertreter der non-figurativen Kunst sowie Mitglied der Széchenyi Akademie für Literatur und Kunst (1993).

## Biographie
Er studierte von 1956 bis 1962 an der Ungarischen Akademie der Bildenden Künste in Budapest. Seine erste Einzelausstellung hatte er 1977 in Budapest. Er unternahm zahlreiche Studienreisen in mehreren europäischen Ländern, den USA, im Iran und in Südkorea. Seit 1990 ist er Professor an der Kunsthochschule von Budapest, er lebt und arbeitet in Budapest und im Gebiet des Plattensees, unterbrochen durch häufige Aufenthalte in Deutschland und Österreich.
Seine Arbeiten waren inzwischen bei zahlreichen Einzel- und Gruppenausstellungen in vielen Ländern der Erde zu sehen. Werke von Klimó hängen unter anderem in der Kunsthalle Mannheim, in der Albertina Wien, im Kunstmuseum Seoul und in der Nationalgalerie in Budapest.

## Auszeichnungen (in Auswahl)
- Munkácsy-Preis (1972)
- Verdienter Künstler (1998)
- Herder-Preis (2005)

## Bibliographie (Auswahl)
- Károly Klimó, Bilder und Zeichnungen, München 1996, Matthes & Seitz Verlag, ISBN 3-88221-942-4
- Klimó Károly (mit einem Vorwort von László F. Földényi), ISBN 963-676-322-4

## Galerie

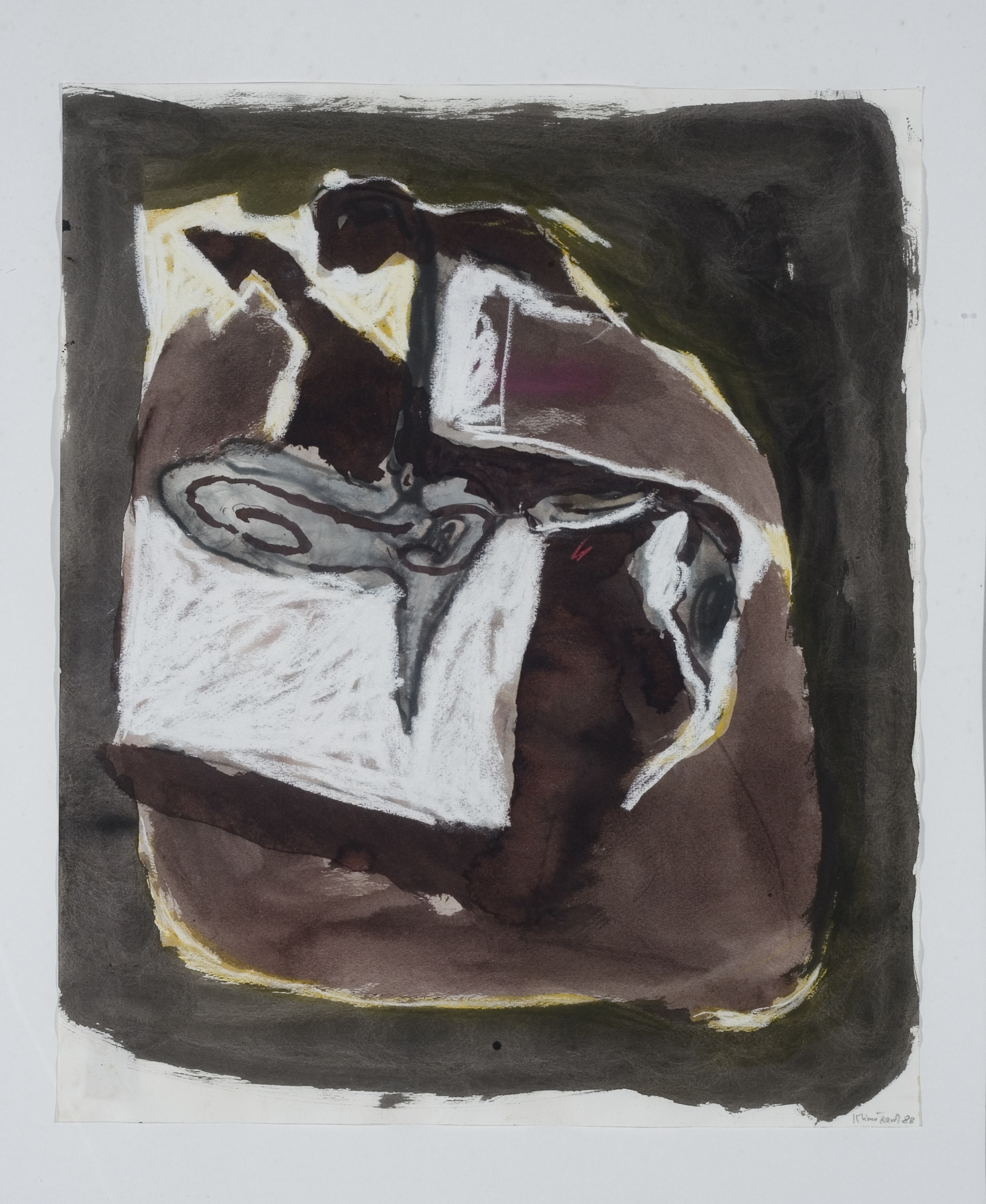
Man and Shadow (1988)
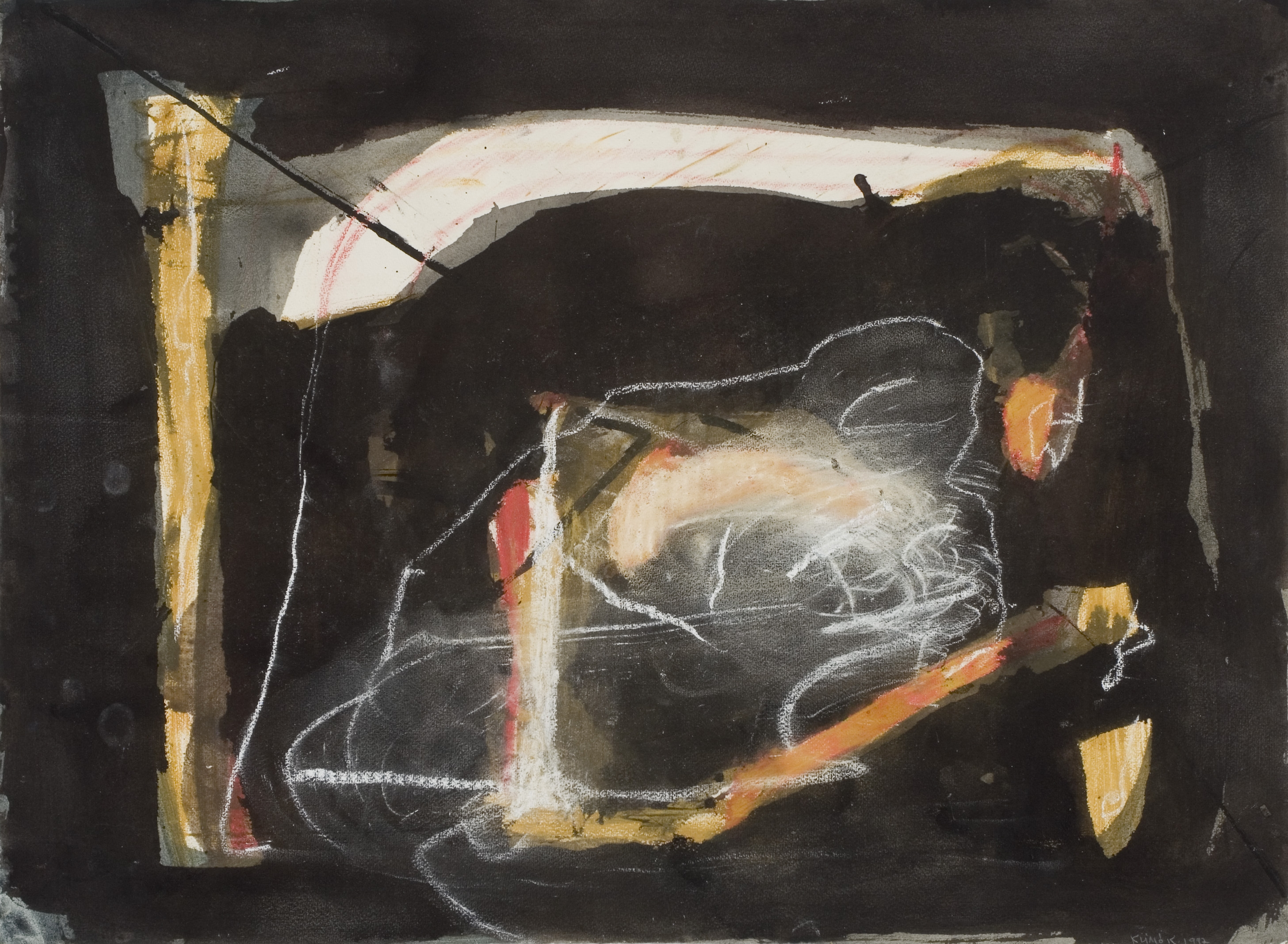
Tangled Lichter (1997)
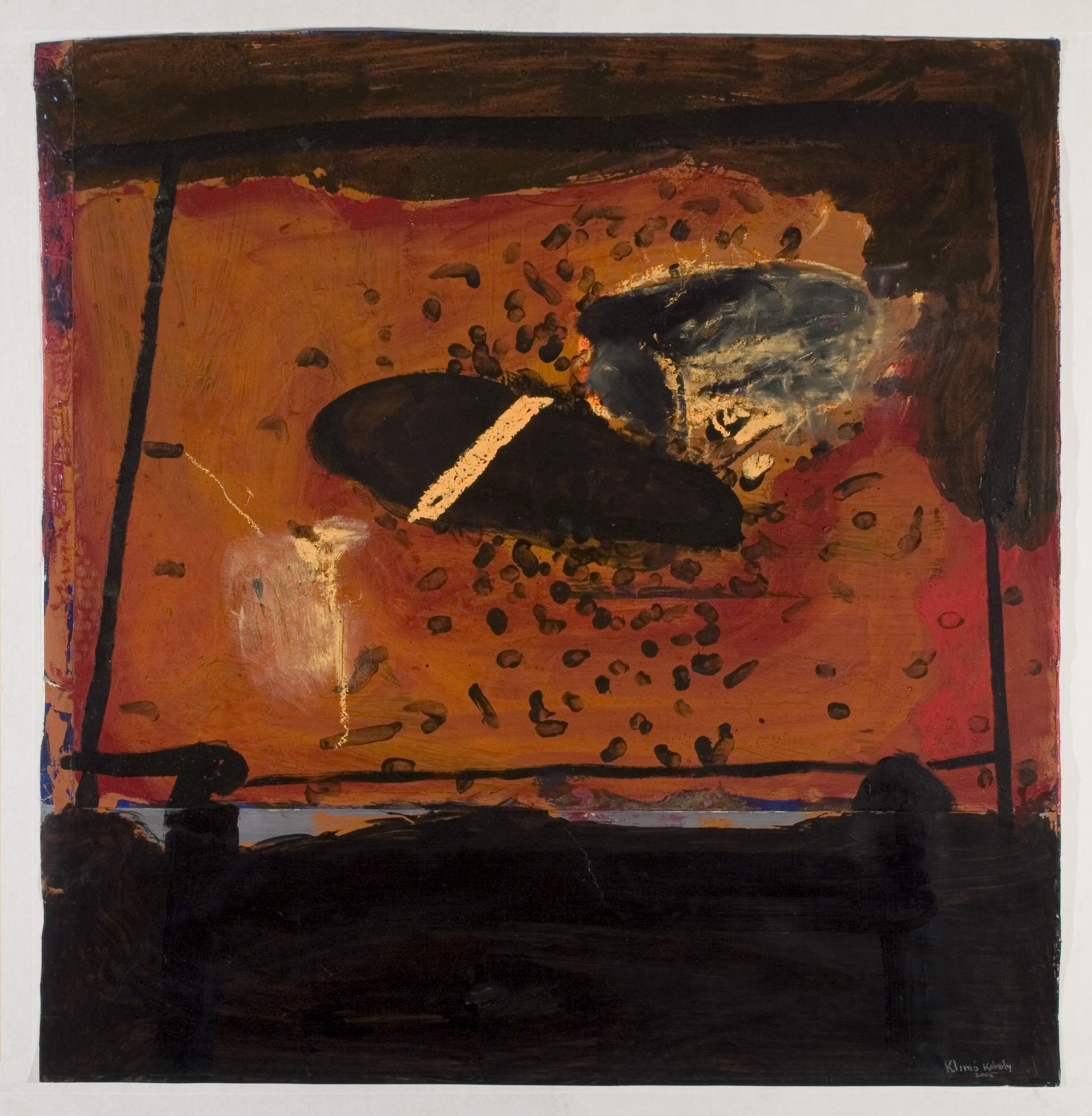
Stillleben (2005)
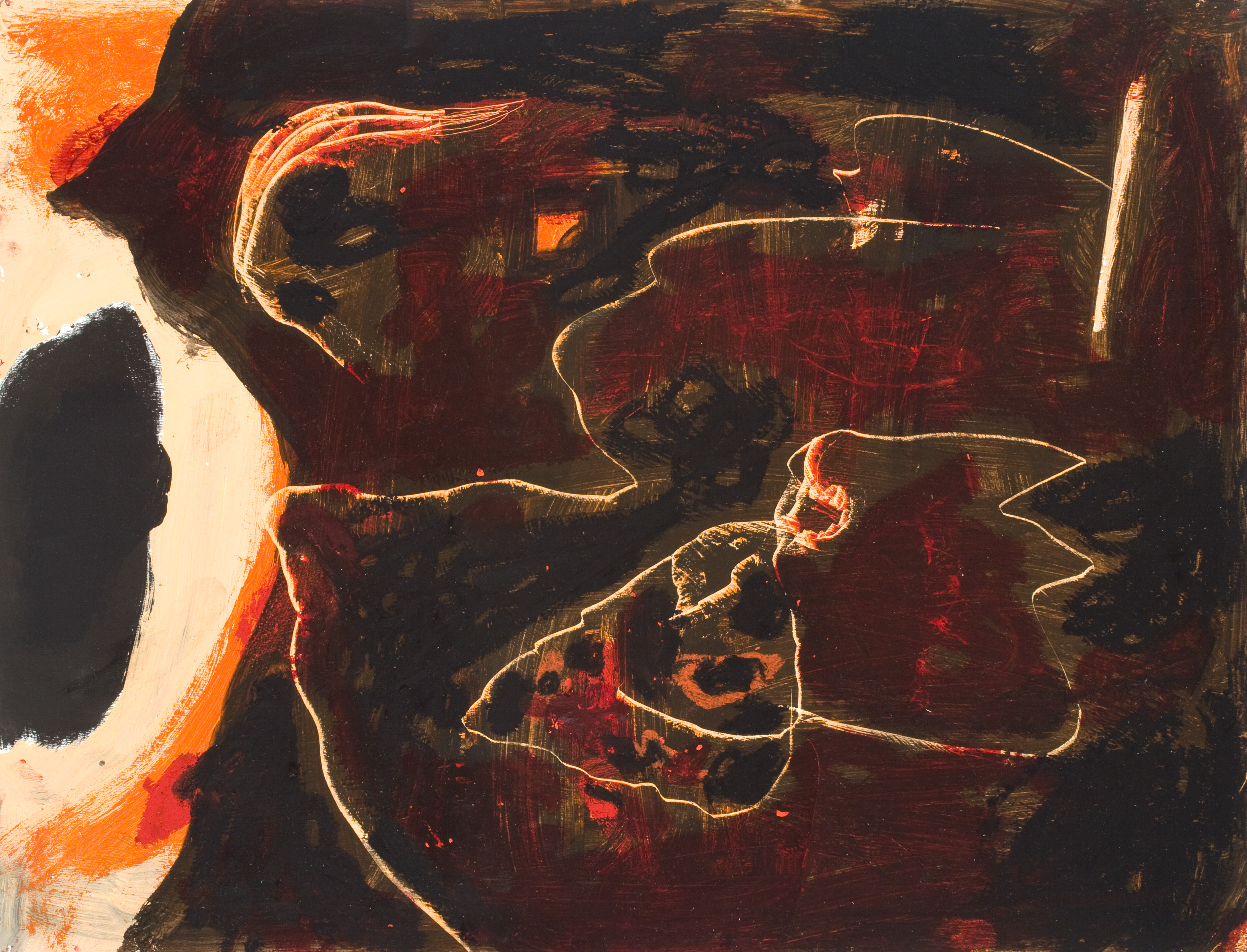
Moderne Felszeichnungen (2010)
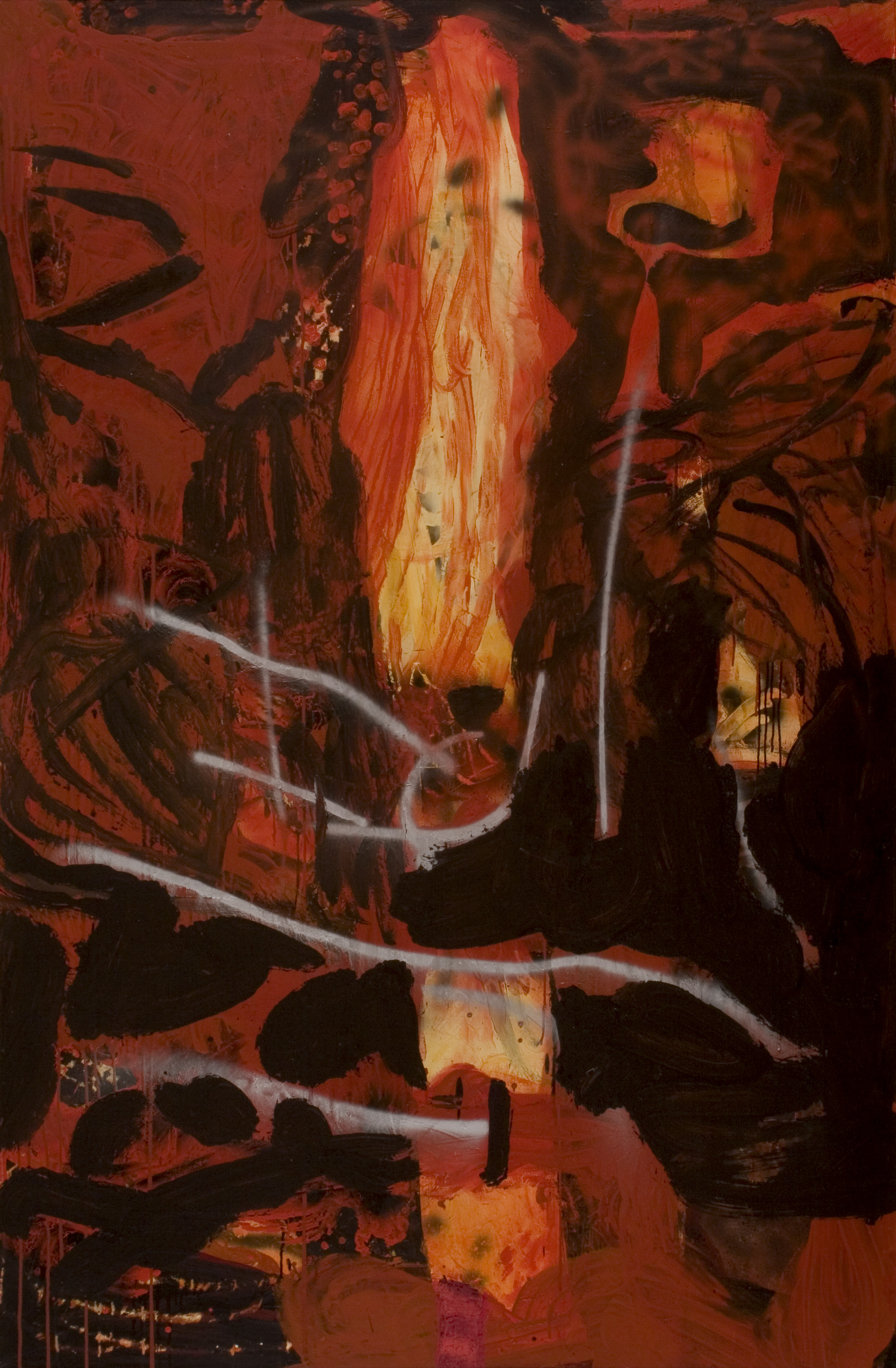
Abgelegene Gebiete (2008)
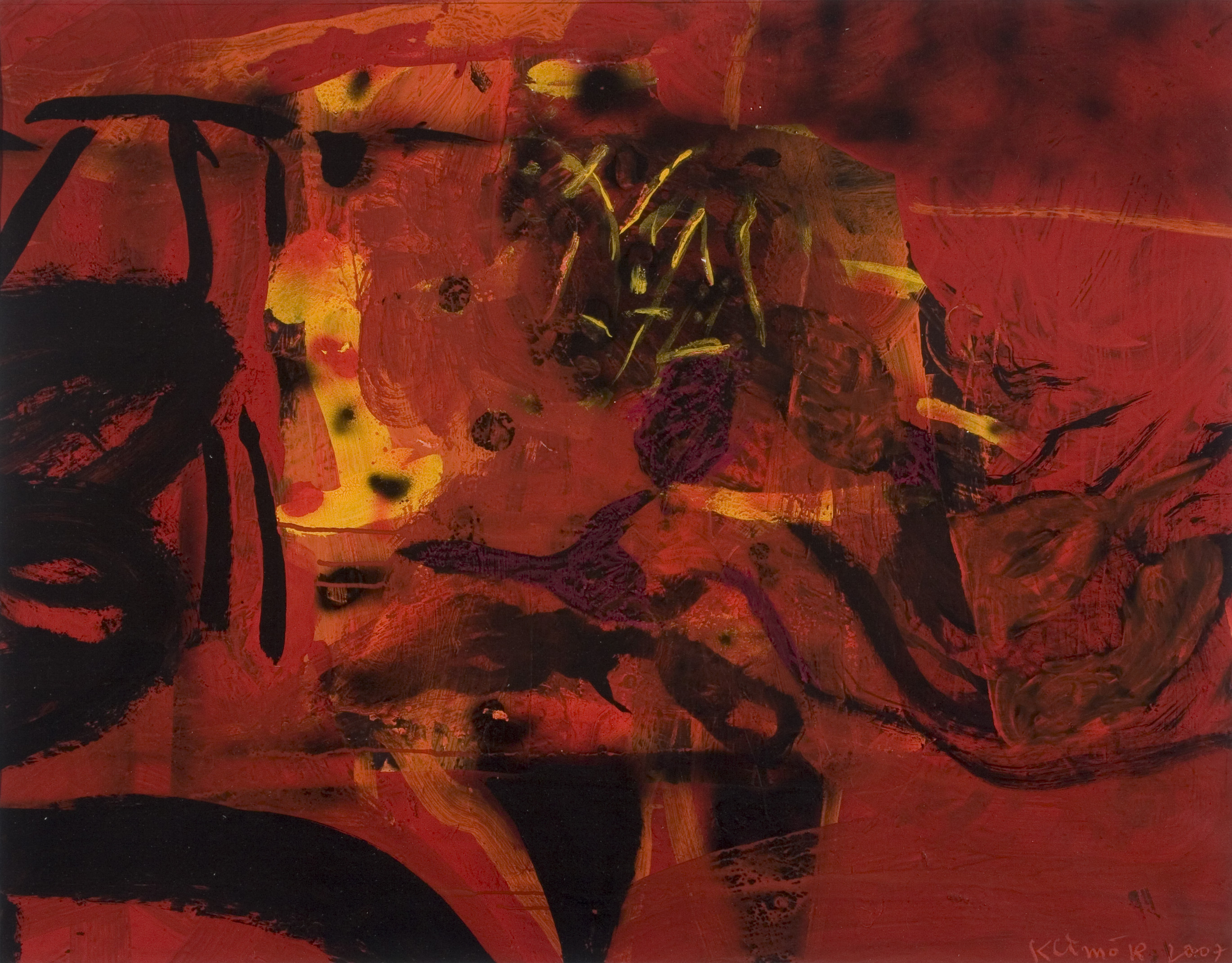
Kleine Flammen (2008)
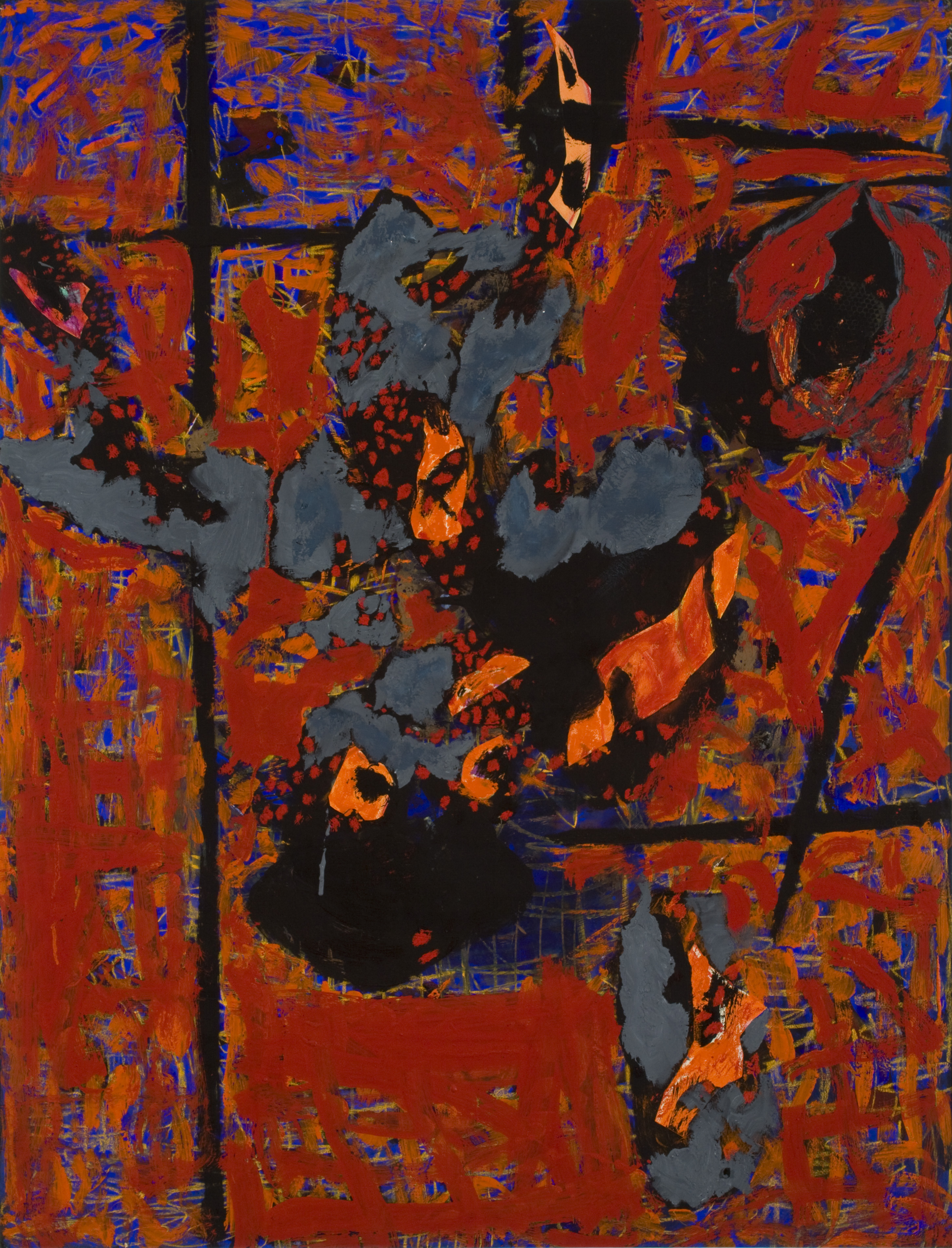
Wildfire
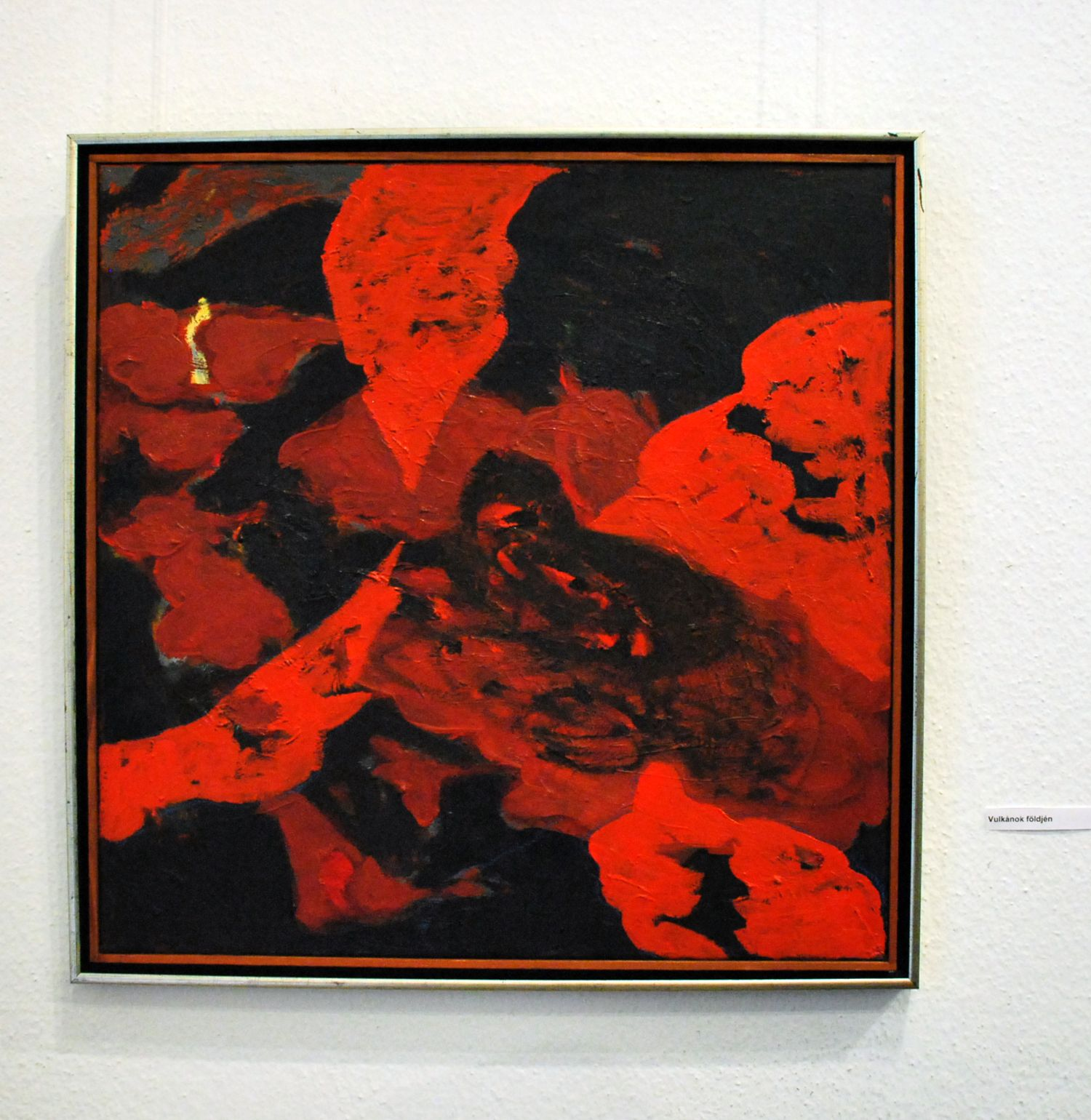
Brände in der Landschaft (2011)
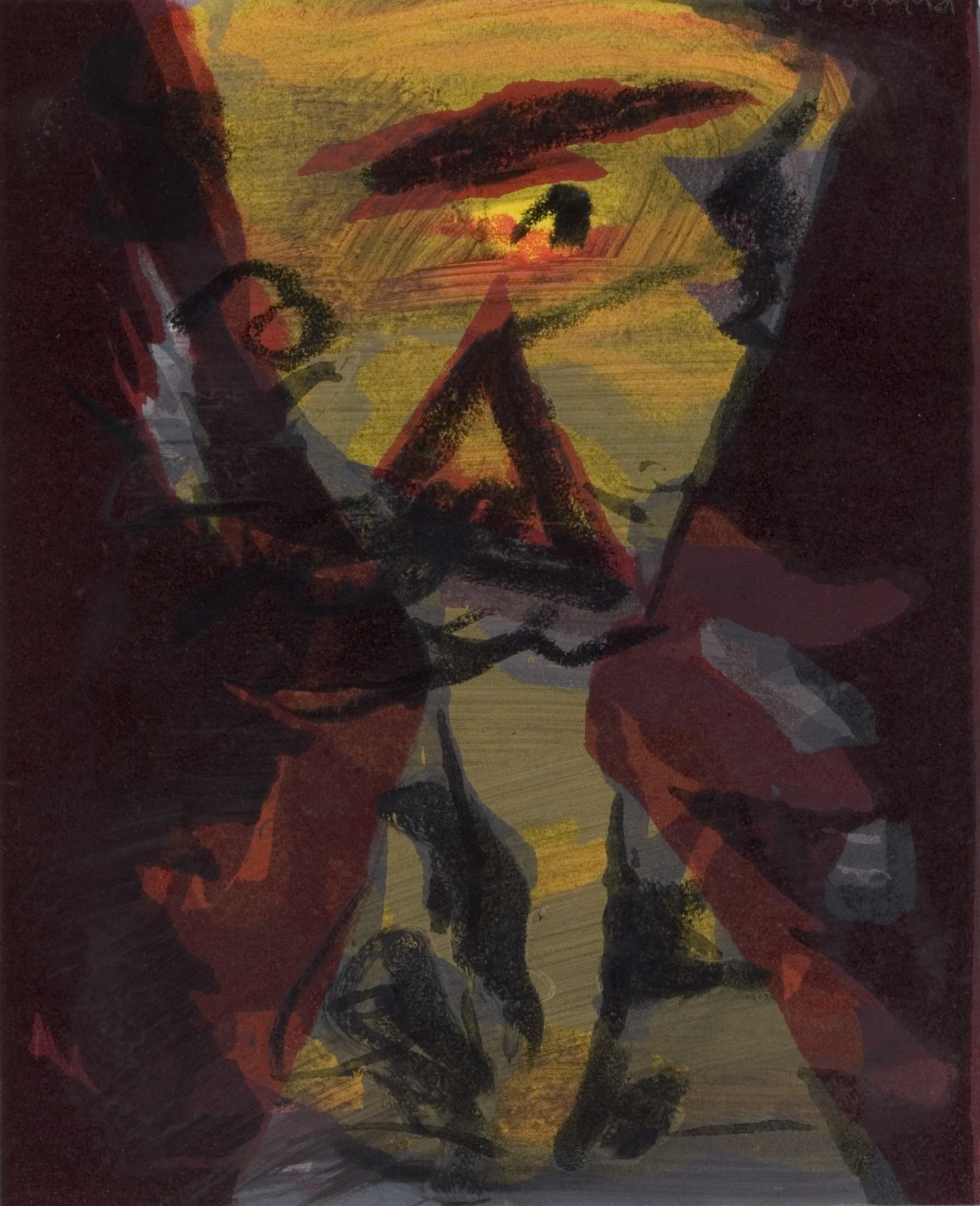
Rauch (2008)
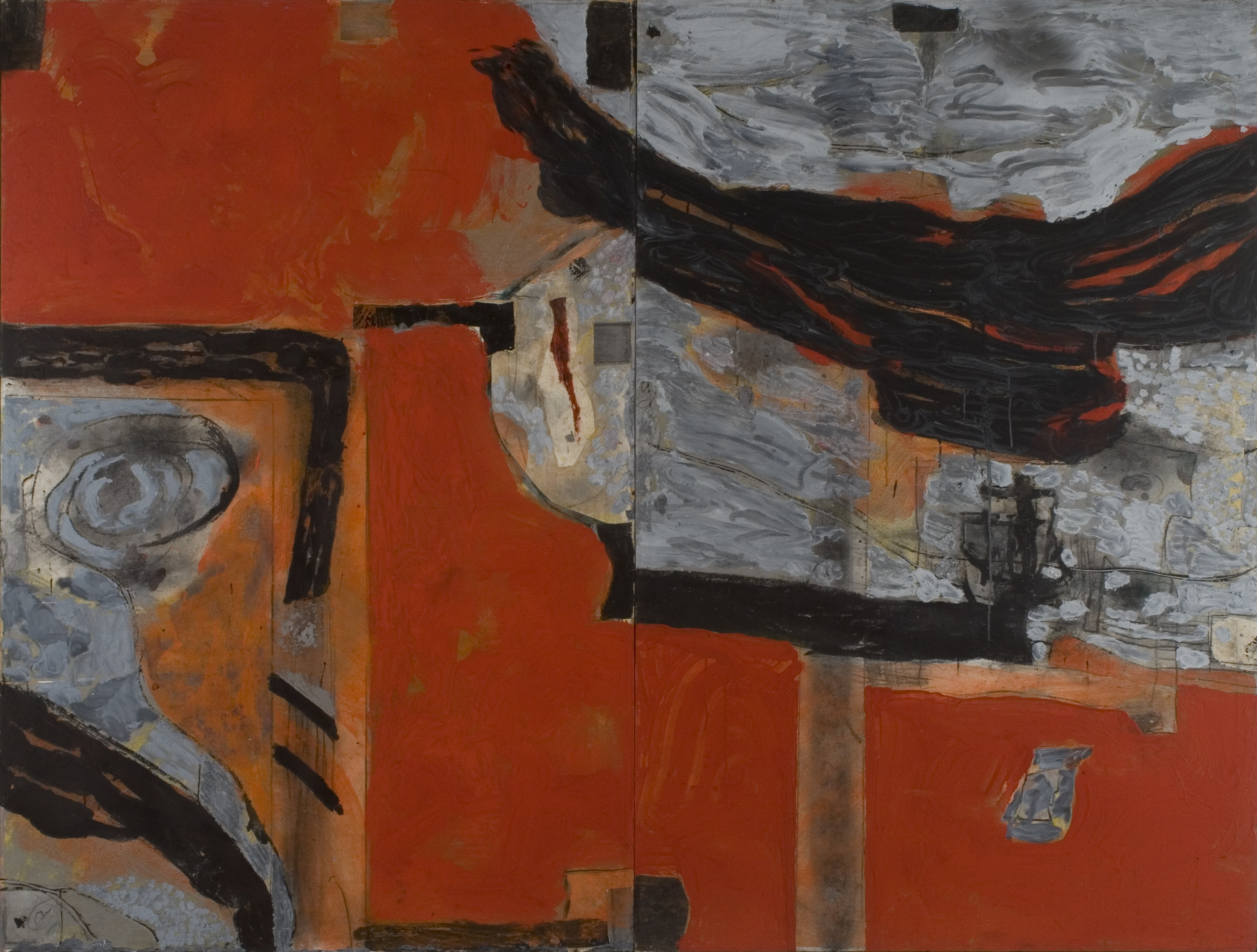
Smog (2009)